# Флёре-сюр-Уш
Флёре́-сюр-Уш (фр. Fleurey-sur-Ouche) — коммуна во Франции, находится в регионе Бургундия. Департамент коммуны — Кот-д’Ор. Входит в состав кантона Дижон 5-й кантон. Округ коммуны — Дижон.
Код INSEE коммуны — 21273.

## Население
Население коммуны на 2010 год составляло 1161 человек.
| 1962 | 1968 | 1975 | 1982 | 1990 | 1999 | 2010 |
| ---- | ---- | ---- | ---- | ---- | ---- | ---- |
| 656  | 593  | 628  | 879  | 1079 | 1213 | 1161 |

## Экономика
В 2010 году среди 776 человек трудоспособного возраста (15—64 лет) 567 были экономически активными, 209 — неактивными (показатель активности — 73,1 %, в 1999 году было 71,5 %). Из 567 активных жителей работали 531 человек (271 мужчина и 260 женщин), безработных было 36 (22 мужчины и 14 женщин). Среди 209 неактивных 69 человек были учениками или студентами, 114 — пенсионерами, 26 были неактивными по другим причинам.